# جبل يفوز
جبل يفوز من أعلى قمم مديرية الجعفرية محافظة ريمة عزلة بني الجعد يبلغ ارتفاعه حوالي 2000 م فوق سطح البحر الذي شيدت في رأسه محطة تقوية ب الميكرويف، ونظراً لوعورة الطرق وعدم توفر المواصلات؛ فقد تم إنشاء ما يسمى بـالتلفريك وذلك لنقل المعدات إلى رأس الجبل، ويشبه ذلك الموجود في جبل سكيز ربيرغ في مقاطعة كارنثيا جنوب النمسا.